# Wenche Frogn Sellæg

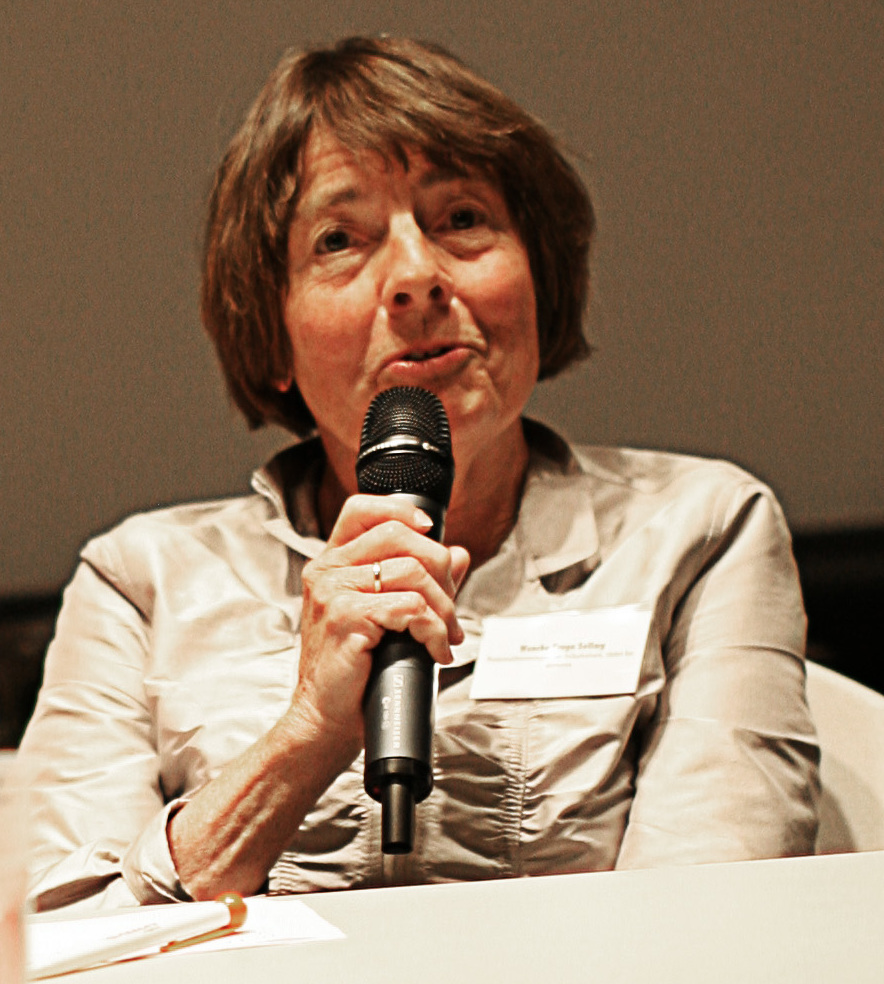
Wenche Frogn Sellæg

Wenche Frogn Sellæg (Geburtsname: Wenche Frogn; * 12. August 1937 in Oslo) ist eine norwegische Ärztin und Politikerin der konservativen Høyre, die acht Jahre Mitglied des Storting sowie zwischen 1981 und 1983 Umweltministerin sowie 1985 bis 1986 Justiz- und Polizeiministerin in der Regierung Willoch und 1989 bis 1990 Sozialministerin in der Regierung Syse war.

## Leben

### Studium und berufliche Laufbahn als Ärztin
Wenche Frogn, Tochter des Managers Henry Frogn und der Hausfrau Bergljot Osmundsen, begann nach dem Schulbesuch 1957 ein Studium der Medizin an der Universität Oslo, das sie 1963 mit dem akademischen Grad Candidata medicinæ (Cand.med.) abschloss. Danach war sie zunächst am Provinzkrankenhaus (Fylkessykehuset) von Møre og Romsdal in Molde tätig und dann von 1965 bis 1966 als Bezirksärztin von Værøy und Røst.
Nachdem sie zwischen 1966 und 1968 Assistenzärztin am Ullevål-Universitätsklinikum, dem größten Krankenhaus Norwegens, tätig war, arbeitete sie bis 1971 als Reserveärztin im Krankenhaus von Drammen.
1971 schloss Wenche Frogn Sellæg eine Zusatzausbildung in den Fächern Tropenmedizin und Hygiene an der Universität London mit einem Diplom ab und absolvierte zugleich eine Weiterbildung im Bereich Innere Medizin. Nach einer einjährigen Verwendung als Missionsärztin in Bhutan war sie von 1973 bis 1975 als Reserveärztin und dann von 1975 bis 1983 als Assistenz-Oberärztin am Krankenhaus in Namsos tätig.
Mitte der 1970er Jahre begann Wenche Frogn Sellæg ihre politische Laufbahn von 1974 bis 1975 als Vorsitzende des Stadtverbandes der Høyre von Namsos und danach zwischen 1975 und 1979 als Vorsitzende des Kulturrates des Fylke Nord-Trøndelag. Sie absolvierte in dieser Zeit von 1977 bis 1980 auch eine Fachfortbildung für Gastroenterologie. Zwischen 1979 und 1983 war sie stellvertretendes Mitglied der Kommune Overhalla.

### Mitglied des Storting und Ministerin in der Regierung Willoch
Nachdem sie zwischen 1981 und 1985 stellvertretendes Mitglied des Storting war, wurde sie bei der Parlamentswahl 1981 als Kandidatin der Høyre erstmals als Mitglied in das Storting gewählt und vertrat dort bis zur Parlamentswahl am 12. September 1993 die Interessen des Fylke Nord-Trøndelag.
Am 14. Oktober 1981 wurde Wenche Frogn Sellæg von Statsminister (Ministerpräsident) Kåre Willoch zur Umweltministerin (Statsråd, Miljøverndepartementet) in dessen Regierung berufen und bekleidete dieses Ministeramt bis zu ihrer Ablösung am 8. Juni 1983 durch Rakel Surlien von der Senterpartiet (Sp).
Zugleich gehörte sie zwischen 1982 und 1990 als Mitglied des Arbeitsausschusses des Zentralvorstandes der Høyre einem der höchsten Gremien ihrer Partei an. Neben ihrer Abgeordnetentätigkeit war sie zwischen 1983 und 1984 auch als Assistenzärztin am Rikshospitalet tätig und fungierte von 1984 bis 1985 als Vorsitzende des Arbeitszeitausschusses.
Im Rahmen einer Umbildung der Regierung Willoch übernahm sie am 4. Oktober 1985 von ihrer Parteifreundin Mona Røkke das Amt der Justiz- und Polizeiministerin (Statsråd, Justis- og Politidepartementet) und übte dieses Amt bis zum Ende von Willochs Amtszeit am 9. Mai 1986 aus. In dieser Funktion war sie zeitgleich Vorsitzende des interministeriellen Polarausschusses. Während dieser Zeit wirkte Gunnar Vada als ihr Vertreter im Storting.
Nach ihrem Ausscheiden aus der Regierung war sie zwischen Mai 1986 und Oktober 1987 zunächst Mitglied des Kirchen- und Unterrichtsausschusses sowie von Oktober 1987 bis September 1989 Mitglied des Finanzausschusses des Storting. Gleichzeitig war sie zwischen 1987 und 1989 zunächst Vorsitzende des Programmausschusses und dann von 1988 bis 1990 Vize-Vorsitzende der Høyre.

### Ministerin in der Regierung Syse und Wiederaufnahme der ärztlichen Tätigkeit
Am 16. Oktober 1989 wurde sie von Ministerpräsident Jan P. Syse zur Sozialministerin (Statsråd, Sosialdepartementet) in dessen Regierung berufen und bekleidete dieses Ministeramt bis zum Ende von Syses Amtszeit am 3. November 1990 aus. Während dieser Zeit wirkte Snorre Gundersen als ihr Vertreter im Storting.
Nach ihrem Ausscheiden aus der Regierung war sie von November 1990 bis September 1993 Vize-Vorsitzende des Stortingausschusses für Justiz sowie von Mai 1991 bis Mai 1993 auch stellvertretende Vorsitzende der Fraktion der Høyre im Storting. Ferner war sie von Januar 1992 bis September 1993 auch Mitglied der Delegation bei der Generalversammlung der Vereinten Nationen. Zugleich war sie zwischen 1991 und 1995 erneut stellvertretendes Mitglied des Rates der Kommune Overhalla sowie von 1992 bis 1994 Vorsitzende des Wahlausschusses der Høyre.
Nach einer weiteren Fortbildung im Fach Geriatrie 1992 wurde Wenche Frogn Sellæg 1993 zunächst Oberärztin der medizinischen Abteilung und dann 1999 Abteilungsoberärztin, ehe sie zwischen 2000 und 2002 Sektionsoberärztin am Krankenhaus Namsos war. Als Expertin für Geriatrie engagierte sie sich von 1994 bis 1999 als Vorsitzende der Referenzgruppe für das Nationale Geriatrieprogramm. Zuletzt arbeitete sie von 2002 bis 2007 als beratende Ärztin für Geriatrie in Teilzeit an diesem Krankenhaus.
Neben ihrer beruflichen Tätigkeit absolvierte sie ein Studium der Kunstgeschichte an der Universität Bergen, das sie 2005 mit einem Bachelor sowie 2007 mit einem Master beendete.
Wenche Frogn Sellæg ist seit 2011 Vorsitzende des Rates für Demenz in der Nationalvereinigung für Volksgesundheit sowie seit 2014 ist Vorsitzende des Staatlichen Seniorenrates (Statens Seniorråd).

## Veröffentlichungen
- Helsetjenester for gamle - en oppgave for spesielt interesserte, in_ Knut Engedal und Torgeir Bruun Wyller (Herausgeber): Aldring og hjernesykdommer, Oslo 2003